# バルノクタミド
バルノクタミド(Valnoctamide)は、1964年からフランスで精神安定剤、睡眠薬として用いられている物質である。バルプロ酸のプロドラッグであるバルプロミドの構造異性体であるが、バルプロミドと異なり、バルノクタミドはin vivoではバルノクト酸に変換しない。

## 適応
精神安定剤の用途に加え、バルノクタミドは抗てんかん薬としても1969年から研究されてきており、2000年、2003年時点でも未だ研究されている。
2005年には、ウィンクラーらによって、神経因性疼痛の治療の研究も行われ、良い結果が得られている。有効量を摂取しても運動協調性等に与える影響は最小限で、ガバペンチンと同等の効果が得られた。
RH Belmaker、Yuly Bersudsky、Alex Mishoryは、より高い催奇性を持つバルプロ酸及びその塩に対する代用として、躁病の予防に対する臨床研究を行った。

## 副作用
バルノクタミドに重篤な副作用はないが、眠気やわずかな運動障害が報告されている。

## 相互作用
バルノクタミドは、エポキシドヒドロラーゼを阻害することで、カルバマゼピンの活性代謝産物であるカルバマゼピン-10,11-エポキシド、の血清中濃度を、時に毒性のあるレベルまで上昇させることが知られている。

## 化学
バルノクタミドは、4つの立体異性体のラセミ体であり、4つ全てがてんかんの動物モデルでバルプロ酸より高い効果を示し、またそのうちの1つ([2S,3S]-型)は、2003年8月にIsoherranenらによって鎮痙剤の有力な候補とされた。